# Чижов, Алексей Иванович
Алексей Иванович Чижов (1914, село Цабелевка, Кустанайский уезд, Тургайская область, Российская империя — 1966, Джамбулская область, Казахская ССР) — старший механик овцеводческого совхоза имени Ленина Министерства совхозов СССР, Джамбулская область, Казахская ССР. Герой Социалистического Труда (1948).

## Биография
Родился в 1914 году в крестьянской семье в селе Цабелевка Кустанайского уезда.
После окончания местной начальной школы с 11-летнего возраста трудился в сельском хозяйстве. После окончания курсов механизации с 1931 года трудился в Карагандинском садово-огородном кооперативе. С 1932 года проживал в Южно-Казахстанской области, где работал помощником шофёра в совхозе имени Ленина Луговского района. В последующем после образования в совхозе значительного количества автомобильной и сельскохозяйственной техники был назначен старшим механиком совхоза. Благодаря его деятельности в совхозе вовремя ремонтировалась техника. По его предложению были созданы четыре бригады по ремонты двигателей, шасси, электрооборудования и радиаторов.
В 1947 году совхоз сдал государству в среднем с каждого гектара по 31,28 центнера пшеницы с площади 100 гектаров. Указом Президиума Верховного Совета СССР от 3 мая 1948 года удостоен звания Героя Социалистического Труда за «получение высоких урожаев пшеницы в 1947 году» с вручением ордена Ленина и золотой медали «Серп и Молот» (№ 1879).
Этим же указом званием Героя Социалистического Труда были награждены директор совхоза Александр Яковлевич Филиков, труженики совхоза имени Ленина бригадир Альмухан Абдыманапов и звеньевой Тельтай Даутов.
В последующие годы во время целинного движения отправился добровольцем в Петропавловский совхоз Пресногорьковского района Кустанайской области. Затем трудился в совхозе имени Карла Маркса Пресногорьковского района.
В 1958 году возвратился в Джамбулскую область. Трудился главным инженером и инженером-механиком в различных сельскохозяйственных предприятиях.
В 1963 году вышел на пенсию по состоянию здоровья. Умер в 1966 году.